# کاگویا-ساما: عشق جنگ است
کاگویا-ساما: عشق جنگ است (به انگلیسی: Kaguya-sama: Love Is War) یک مجموعه مانگای کمدی رمانتیک ژاپنی ساخته آکا آکاساکا است. انتشار این مجموعه در می ۲۰۱۵ در مجله سینن مانگا Miracle Jump شروع شد و در مارس ۲۰۱۶ به مجله ویکلی یانگ جامپ منتقل شد. در آمریکای شمالی، مانگا به زبان انگلیسی تحت لایسنس ویز مدیا منتشر می‌شود.
از ژانویه تا مارس ۲۰۱۹ یک مجموعه انیمه ۱۲ قسمتی اقتباس شده از مانگا ساخته استودیو ای-۱ پیکچرز در ژاپن پخش شد و فصل دوم از آوریل تا ژوئن ۲۰۲۰ نیز پخش شد. یک قسمت OVA در سال ۲۰۲۱ منتشر شد و فصل سوم نیز معرفی شد. همچنین یک فیلم لایو اکشن به کارگردانی هایاتو کاوایی ساخته شد که در سپتامبر ۲۰۱۹ در ژاپن اکران شد. 
همچنین یک مجموعه ۴ قسمتی با نام Kaguya-sama: Love is War - The First Kiss That Never Endsدر سال ۲۰۲۲ توسط استادیو ای-۱ پیکچرز اکران شد.

## داستان
داستان دربارهٔ زوج عاشقی است که نمی‌خواهند عشق خود را به یکدیگر اعتراف کنند و سعی می‌کنند با شرارت و برنامه‌ریزی دیگری را وادار به اعتراف عشق کند. میوکی شیروگانه رئیس دبیرستان آکادمی شوچیین و کاگویا شینومیا نایب رئیس شورای دانش آموزی، دو شخصیت اصلی هستند. کاگویا دختر یک خانواده بسیار ثروتمند است و میوکی دانش آموز برتر مدرسه است که در سراسر استان نیز مشهور است.